# Scott Bamforth
 (janvier 2021).
Si vous disposez d'ouvrages ou d'articles de référence ou si vous connaissez des sites web de qualité traitant du thème abordé ici, merci de compléter l'article en donnant les références utiles à sa vérifiabilité et en les liant à la section « Notes et références ».
Scott Bamforth , né le 12 août 1989 à Albuquerque au Nouveau-Mexique (États-Unis), est un joueur américano-kosovar de basket-ball. Il évolue aux postes d'arrière et de meneur.

## Biographie
En mars 2013, il est nommé dans l'équipe du 50e anniversaire de basket-ball masculin de Weber State, comme l'un des 50 meilleurs joueurs de l'école de son histoire.
Depuis le début de saison 2020-2021, il joue pour l’équipe du Mans Sarthe Basket. Il prolonge son contrat pour une saison supplémentaire le 25 juin 2021.